# Fatlip
Fatlip, de son vrai nom Derrick Lemel Stewart, né le 26 mars 1969 à Los Angeles, en Californie, est un rappeur américain. Il lance sa carrière dans le groupe The Pharcyde, puis se lance dans une carrière solo.

## Biographie
Stewart est né le 26 mars 1969,. Il travaille initialement des clubs locaux de Los Angeles et forme The Pharcyde avec Romye « Booty Brown » Robinson, Imani Wilcox, et Tre « Slimkid » Hardson, anciens membres du groupe 242. À l'époque tous âgés de 21 ans, les membres de Pharcyde signent un contrat de distribution avec le label Delicious Vinyl. À ses débuts dans le groupe The Pharcyde, Fatlip contribue à des albums à succès comme Bizarre Ride II the Pharcyde et Labcabincalifornia. Après la publication de Labcabincalifornia, Fatlip quitte le groupe à cause de divergences créatives et personnelles, et pour se consacrer sur sa carrière solo au début des années 1990.
En solo, Fatlip continue sa lancée musicale créative et publie un premier single intitulé What's up Fatlip? extrait de Prime Cuts, Vol. 1, un album composé de nouveaux artistes chez Delicious Vinyl. Le 25 octobre 2005, Fatlip publie son premier album solo, The Loneliest Punk.

## Discographie
- 2005 : The Loneliest Punk